# Cmentarz parafii Niepokalanego Poczęcia Najświętszej Maryi Panny w Łodzi-Andrzejowie
Cmentarz parafii Niepokalanego Poczęcia Najświętszej Maryi Panny w Łodzi-Andrzejowie (zw. Cmentarzem Andrzejów) – cmentarz rzymskokatolicki w Łodzi. 
Cmentarz powstał na potrzeby pochówków zmarłych z parafii pw. Niepokalanego Poczęcia Najświętszej Maryi Panny w Łodzi-Andrzejowie, jest jedną z najmłodszych nekropolii w mieście.